# Morva
La morva, nota anche come farcino, è una malattia infettiva e contagiosa degli equini a decorso cronico, trasmissibile all'uomo, una malattia estremamente rara solitamente ad esito infausto.
Probabilmente fu la malattia che Omero nell'Iliade identifica con il morbo acheo .

## Eziologia
È causata dal batterio Burkholderia mallei.

## Clinica

### Segni e sintomi
La morva ha incubazione di 3-5 giorni; provoca arrossamento e ulcerazione nel punto d'ingresso (frequente cute e mucosa nasale), con ingrossamento linfoghiandolare, brividi, malessere, nausea, vomito, dolori specialmente articolari; poi noduli metastatici prima duri, poi molli che si ulcerano in profondità (tendini e ossa), linfangiti, adeniti, edema facciale, pustole alle mucose nasali e orali con evoluzione in ulcere, diarrea, epatosplenomegalia, broncopolmonite.

### Esami di laboratorio e strumentali
La diagnosi dell'infezione si ha con l'isolamento colturale del batterio o con l'inoculazione del materiale biologico sospetto in una cavia.